# Javier Cabanas
Juan Javier Cabanas López (Burgos, el 24 de abril de 1960), conocido como Javier Cabanas, es un exjugador de balonmano español que se desempeñaba en la posición de extremo derecho, aunque en sus inicios también lo hizo como lateral derecho. Disputó cuatro Juegos Olímpicos con España y jugó un total de 228 partidos internacionales, en los que marcó 566 goles. Su hijo Álvaro Cabanas es también jugador profesional de balonmano.
Es diplomado en Ciencias Empresariales por la Universidad de Cantabria y técnico superior de deportes. Posee el título de Master Coach otorgado por la Federación Europea de Balonmano (EHF) y la Pro Licence que permite entrenar en competiciones internacionales.

## Equipos

### Jugador
- CB Calpisa (1978-1982)
- Fútbol Club Barcelona (1982-1985)
- CB Tecnisán Alicante (1985-1988)
- GD Teka Cantabria (1988-1994)

### Entrenador
- CBM Maristas Alicante (1996-1999)
- Club Balonmano Altea (2000-2007)
- Portland San Antonio (2007-2008)
- CB Ángel Ximenez Puente Genil
- Balmazujvaros (NB I Hungría)
- Club Balonmano Santoña
- Khaleej club

## Palmarés
- Copa del Rey de Balonmano 1980, 1983, 1984, 1985, 1986, 1989
- Recopa de Europa 1980, 1983, 1984, 1985, 1990
- Copa ASOBAL 1991, 1992
- Liga ASOBAL 1979, 1993, 1994
- Copa de Europa 1994
- Medalla de Bronce en los Goodwill Games de Seattle (1990).
- Subcampeón de la Copa EHF con el extinto CB Altea (2004).
- Semifinalista de la Copa EHF con el extinto CB Altea (2003).

## Premios, reconocimientos y distinciones
- Medalla de Plata de la Real Orden del Mérito Deportivo, otorgada por Su Majestad el Rey Don Juan Carlos I (1994)[1]
- 228 veces internacional absoluto.
- Mejor entrenador de la Comunidad Valenciana
- Miembro del Comité de Honor de la FVMYP.
- Mejor extremo derecho del mundo (1990).
- Participante en 4 Olimpiadas (Moscú 80, Los Ángeles 84, Seúl 88, Barcelona 92).
- Participante en 3 Campeonatos del Mundo (Suiza 86, Checoslovaquia 90, Suecia 93).
- Integrante de la Selección Mundial de 1986.
- Mejor jugador de la Liga Asobal (1989-1990).